# 千葉県道248号勝山港線
千葉県道248号勝山港線（ちばけんどう248ごう かつやまこうせん）は、千葉県安房郡鋸南町を起点・終点とする一般県道。勝山漁港へのアクセス路線である。

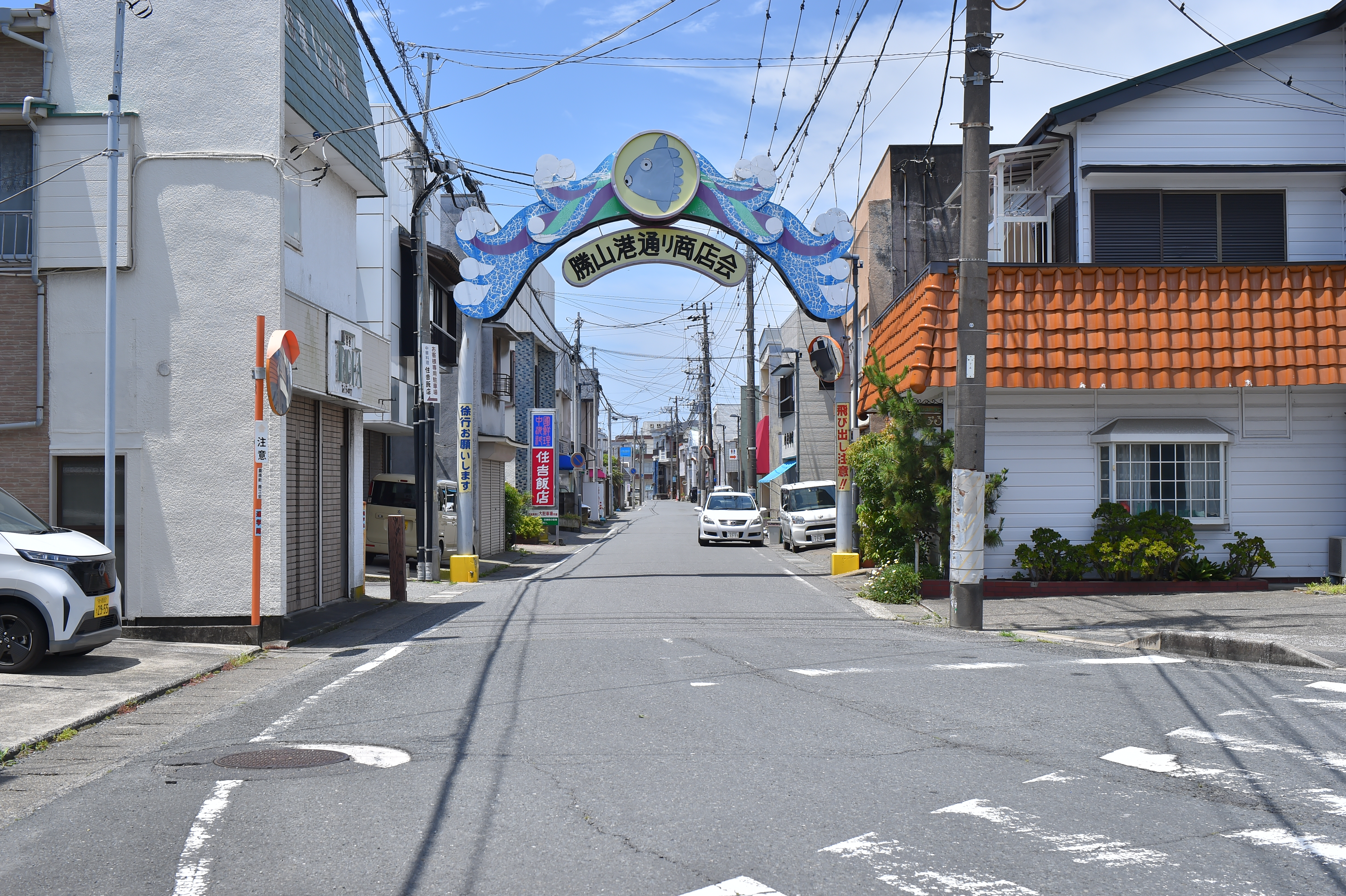
千葉県道248号勝山港線
安房郡鋸南町下佐久間（2023年6月）

## 概要
沿道は勝山商店街連盟に加入している商店が軒を連ねているため、定期的に歩行者天国も開催されている。よって通行止めになることもしばしばある。

### 路線データ
- 起点：安房郡鋸南町勝山（勝山漁港）
- 終点：安房郡鋸南町下佐久間（勝山交差点、国道127号交点）
- 総延長：0.252 km（安房土木事務所管内：0.252 km[1]）
- 重用延長：なし（安房土木事務所管内：0.0 km[1]）
- 実延長：0.252 km（安房土木事務所管内：0.252 km[1]）

## 地理

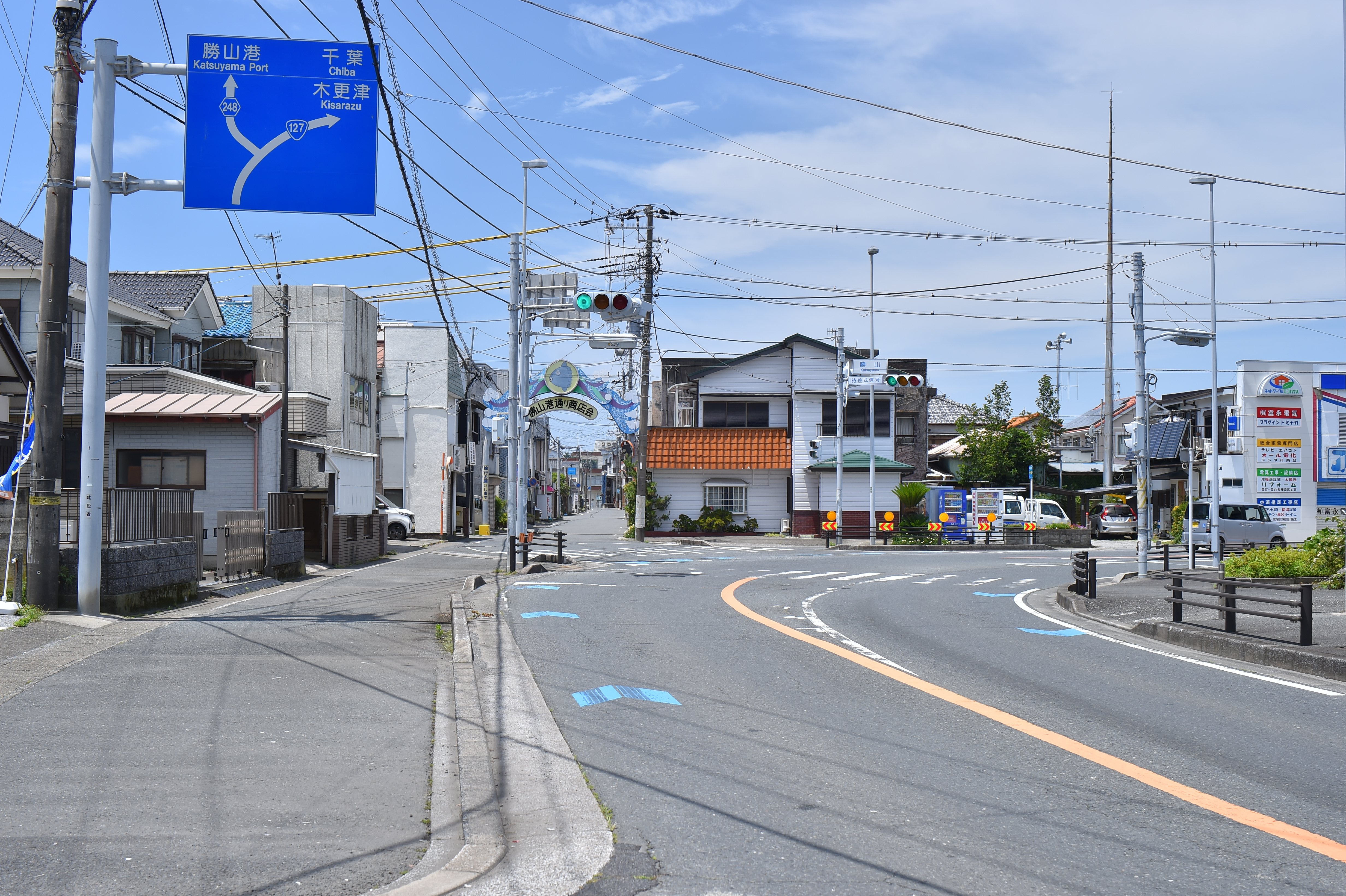
国道127号分岐点（勝山交差点）

### 通過する自治体
- 千葉県安房郡鋸南町

### 交差する道路
- 国道127号 - 安房郡鋸南町下佐久間（勝山交差点、終点）